# Mistrovství Evropy v boxu 1939
VI. mistrovství Evropy v boxu proběhlo v Dublinu, Irsko ve dnech 18. až 22. dubna 1939. Organizátorem turnaje mistrovství Evropy byla Fédération Internationale de Boxe Amateur (FIdeBA).

## Československá stopa
Československo se mistrovství Evropy neúčastnilo, zaniklo měsíc před začátkem turnaje v březnu 1939 výnosem o zřízení Protektorátu Čechy a Morava a vznikem Slovenského štátu.

## Výsledky
| Muži     | Zlato                   | Stříbro                  | Bronz                   | 4. místo             |
| -------- | ----------------------- | ------------------------ | ----------------------- | -------------------- |
| –50,8 kg | James Ingle (IRL)       | Nikolaus Obermauer (GER) | Guido Nardecchia (ITA)  | Olli Lehtinen (FIN)  |
| –53,5 kg | Ulderico Sergo (ITA)    | Miksa Bondi (HUN)        | Erich Wilke (GER)       | Robert Watson (SCO)  |
| –57,2 kg | Patrick Dowdall (IRL)   | Antoni Czortek (POL)     | Lambert Genot (BEL)     | James Watson (SCO)   |
| –61,2 kg | Herbert Nürnberg (GER)  | Harald Kanepi (EST)      | Zbigniew Kowalski (POL) | Staf Jacobs (BEL)    |
| –66,7 kg | Antoni Kolczyński (POL) | Erik Ågren (SWE)         | Charles Evenden (IRL)   | Robert Thomas (ENG)  |
| –72,6 kg | Anton Raadik (EST)      | Józef Pisarski (POL)     | Oskar Ågren (SWE)       | Henry Davies (ENG)   |
| –79,4 kg | Luigi Musina (ITA)      | Franciszek Szymura (POL) | Lajos Szigeti (HUN)     | Bruce Woodcock (ENG) |
| +79,4 kg | Olle Tandberg (SWE)     | Nemesio Lazzari (ITA)    | Herbert Runge (GER)     | John Porster (ENG)   |

## Medailová bilance
V boxu se rozdělilo celkem 8 sad medailí.
| Pořadí | Stát                      |       | Muži    | Muži  | Muži | Celkem |
| Pořadí | Stát                      | Zlato | Stříbro | Bronz |      | Celkem |
| ------ | ------------------------- | ----- | ------- | ----- | ---- | ------ |
| 1.     | Itálie (ITA)              |       | 2       | 1     | 1    | 4      |
| 2.     | Irsko (IRL)               |       | 2       | 0     | 1    | 3      |
| 3.     | Polsko (POL)              |       | 1       | 3     | 1    | 5      |
| 4.     | Německá říše (GER)        |       | 1       | 1     | 2    | 4      |
| 5.     | Švédsko (SWE)             |       | 1       | 1     | 1    | 3      |
| 6.     | Estonsko (EST)            |       | 1       | 1     | 0    | 2      |
| 7.     | Maďarské království (HUN) |       | 0       | 1     | 1    | 2      |
| 8.     | Belgie (BEL)              |       | 0       | 0     | 1    | 1      |
| Celkem | Celkem                    |       | 8       | 8     | 8    | 24     |